# فورتشي سيكولو
فورتشي سيكولو (بالإيطالية: Furci Siculo)‏ هي بلدية في مقاطعة ميسينا في صقلية الإيطالية.

## السكان
في سنة 1861 بلغ عدد السكان 1٬158 نسمة، وتطور العدد ليصل في سنة 2011 لـ 3٬428 نسمة.
يظهر هذا المخطط البياني تطور النمو السكاني لـ فورتشي سيكولو